# Johnsonius atlanticus
Johnsonius atlanticus är en stekelart som beskrevs av Nunes och Penteado-dias 2008. Johnsonius atlanticus ingår i släktet Johnsonius och familjen bracksteklar. Inga underarter finns listade i Catalogue of Life.